# بريستول بوكسكايت
بريستول بوكسكايت (بالإنجليزية: Bristol Boxkite)‏ هي طائرة تدريب أنتجت في 1910 بالمملكة المتحدة. من صناعة شركة طائرات بريستول. كان أول طيران لها في 30 يوليو 1910. صنع منها 78 طائرة.

## المستخدمون
- القوات الجوية الإمبراطورية الروسية